# Piccolo Deserto Sabbioso

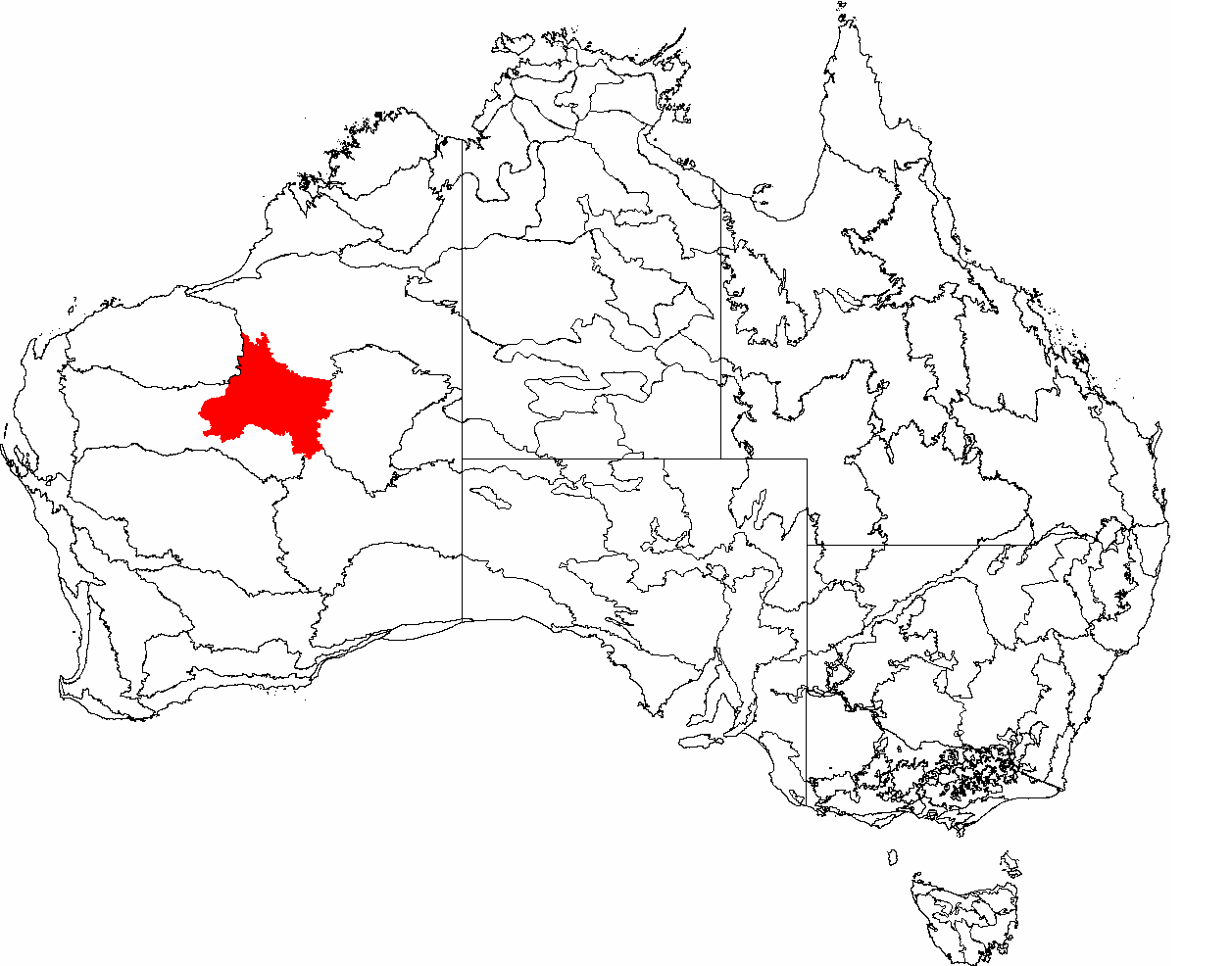
Localizzazione del Piccolo Deserto Sabbioso

Il Piccolo Deserto Sabbioso è un deserto situato nell'Australia Occidentale a sud del Gran Deserto Sabbioso e a ovest del Deserto di Gibson. È così chiamato perché è relativamente vicino e simile al Gran Deserto Sabbioso, ma è molto più piccolo. Presenta similitudini sia per quanto riguarda la fauna, la flora e la morfologia.
È una delle regioni IBRA in cui è divisa l'Australia..

## Galleria d'immagini

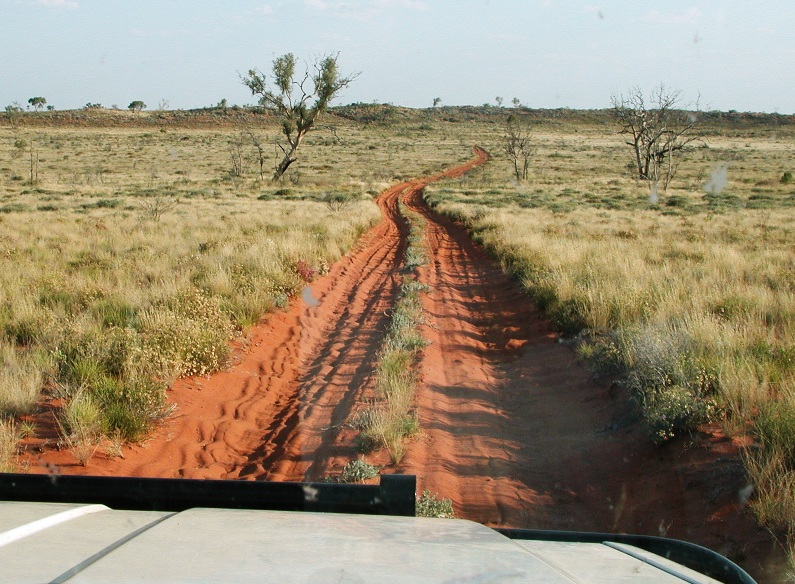
La Canning Stock Route nel Piccolo Deserto Sabbioso
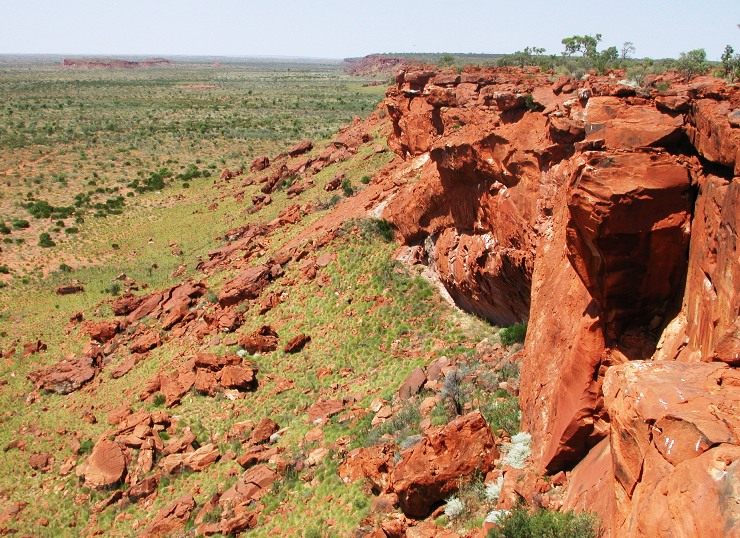
Il deserto vicino de Durba Spring